# Tecido glandular
O tecido glandular se origina do tecido epitelial e é responsável pela formação de glândulas que produzem secreções. É formado por lobos e ductos. As glândulas podem ser classificadas como endócrinas (quando sua secreção vai para o sangue) e exócrinas (quando sua secreção vai para alguma superfície interna ou externa do corpo). Alguns exemplos de exócrinas são as glândulas sudoríparas que produzem suor, as sebáceas, que fabricam substâncias que lubrificam a pele e os pelos, as mamárias, lacrimais, salivares; e de endócrinas a hipófise e a tireoide. O pâncreas é classificado como glândula mista ou glândula anficrina, pois produz enzimas do suco pancreático (exócrina) e hormônios que regulam a glicemia, como a insulina e o glucagon (endócrina). Não podemos esquecer que todas elas são encarregadas de produzir substâncias muito importantes para o nosso organismo, como, o leite materno, as lágrimas, a saliva, as enzimas e hormônios. As células desse tecido, são muito unidas e possuem pouca substância intercelular.